# Ralph McKenzie

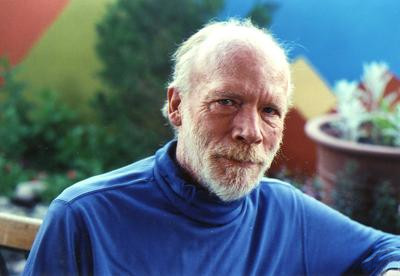
Ralph McKenzie

Ralph Nelson Whitfield McKenzie (* 20. Oktober 1941 in Cisco (Texas)) ist ein US-amerikanischer Mathematiker, der sich mit Logik, Algebra und Kombinatorik beschäftigt.
McKenzie studierte (Bachelor 1963) und promovierte 1966 bei James Donald Monk an der University of Colorado at Boulder (The representations of relational algebras). Er war ab 1966 Instructor, ab 1967 Assistant Professor, ab 1971 Associate Professor und ab 1978 Professor an der University of California, Berkeley, wo er seit 1994 Professor Emeritus ist. Seit 1994 ist er Distinguished Professor an der Vanderbilt University. 1971/2 war er am Institute for Advanced Study und war außerdem Gastprofessor in Boulder (Ulam-Professor 1990), Siena, Melbourne, Hawaii und Gastwissenschaftler an der ETH Zürich.
McKenzie befasste sich unter anderem mit Universeller Algebra.
2003 hielt er die Tarski Lectures (Algebras, Lattices, and Arithmetic Classes: From Boole to Tarski, and Beyond, unter anderem: What is general algebra?, über Universelle Algebra). 1989 war er Senior Fulbright Scholar. 1973 bis 1975 war er Sloan Research Fellow.
Mit Steven Givant gab er die Gesammelten Werke von Alfred Tarski heraus.

## Schriften
- mit David Hobby: The structure of finite algebras (= Contemporary Mathematics. 76). American Mathematical Society, Providence RI 1988, ISBN 0-8218-5073-3.
- mit Ralph Freese: Commutator Theory for Congruence Modular Varieties (= London Mathematical Society. Lecture Note Series. 125). Cambridge University Press, Cambridge u. a. 1987, ISBN 0-521-34832-3 (Online hier).
- mit George F. McNulty, Walter F. Taylor: Algebras, lattices, varieties. Band 1. Wadsworth & Brooks/Cole Advanced Books & Software, Monterey CA 1987, ISBN 0-534-07651-3.
- als Herausgeber mit Steven R. Givant: Alfred Tarski: Collected papers. 4 Bände. Birkhäuser, Basel u. a. 1986, ISBN 0-8176-3284-0.